# Oldersbek
Oldersbek (danès Oldersbæk ) és una ciutat del districte de Nordfriesland, dins l'Amt Nordsee-Treene, a l'estat alemany de Slesvig-Holstein. Es troba a 8 kilòmetres de Husum. El 2022 tenia 754 habitants.